# Dawid Jarka
Dawid Jarka (* 15. August 1987 in Świerklaniec, Polen) ist ein polnischer Fußballspieler. Jarka besitzt seit 2003 neben der polnischen, auch die deutsche Staatsangehörigkeit.

## Vereinskarriere
Der Stürmer begann seine Profi-Karriere 2005 bei Gwarek Zabrze, ehe er zur Winterpause der Saison 2005/06 für ein halbes Jahr an AE Larisa ausgeliehen wurde. Im Sommer wurde der Erstligist Górnik Zabrze auf ihn aufmerksam und verpflichtete Jarka.
Nach soliden 14 Treffern in 47 Spielen kam Jarka 2008 in ein kleines Formloch und verlor seinen Stammplatz bei Zabrze, woraufhin der Verein ihn für die Hinrunde der Saison 2008/09 an den Ligakonkurrenten LKS Łódz auslieh. Nach einem halben Jahr kehrte Jarka ordnungsgemäß zu Górnik Zabrze zurück und konnte sich wieder in die Mannschaft spielen. Sein Vertrag bei Górnik lief bis zum Juni 2011, doch schon im Januar 2009 wechselte er wieder und wurde zum Lokalrivalen Ruch Radzionków in die dritte Liga verliehen. Nach dem Aufstieg im Sommer wurde Jarke fest verpflichtet. Doch auch dort hielt es Jarka nicht lange und so trennte er sich 2011 wieder vom Verein und ging zum Ligarivalen GKS Katowice. Für GKS Katowice bestritt er in der Saison 2011/12 insgesamt sieben Ligaspiele, in denen er allerdings kein Tor erzielen konnte. Zwischenzeitlich spielte er nur für die 2. Mannschaft. Zur Saison 2012/13 unterschrieb er einen Vertrag beim Zweitligisten GKS Tychy. Aber auch hier wurde er nicht glücklich und kam lediglich auf zehn Ligaeinsätze und erzielte kein Tor. Im Februar 2013 wurde der Vertrag mit beidseitigem Einverständnis aufgelöst. Seine Karriere führt Dawid Jarka im Amateurbereich fort. Seit Ende August 2015 spielt er für den polnischen Fünftligisten Gwarek Tarnowskie Góry. 2017 gelang ihm mit seinem Verein der Aufstieg in die viertklassige Liga III.

## Karriere in der Nationalmannschaft
Michał Globisz nominierte ihn 2007 in den Kader der polnischen U-20-Nationalmannschaft zur Junioren-Fußballweltmeisterschaft in Kanada, wo er mit seinem Team bis ins Achtelfinale einziehen konnte.